# Marianne Vincent

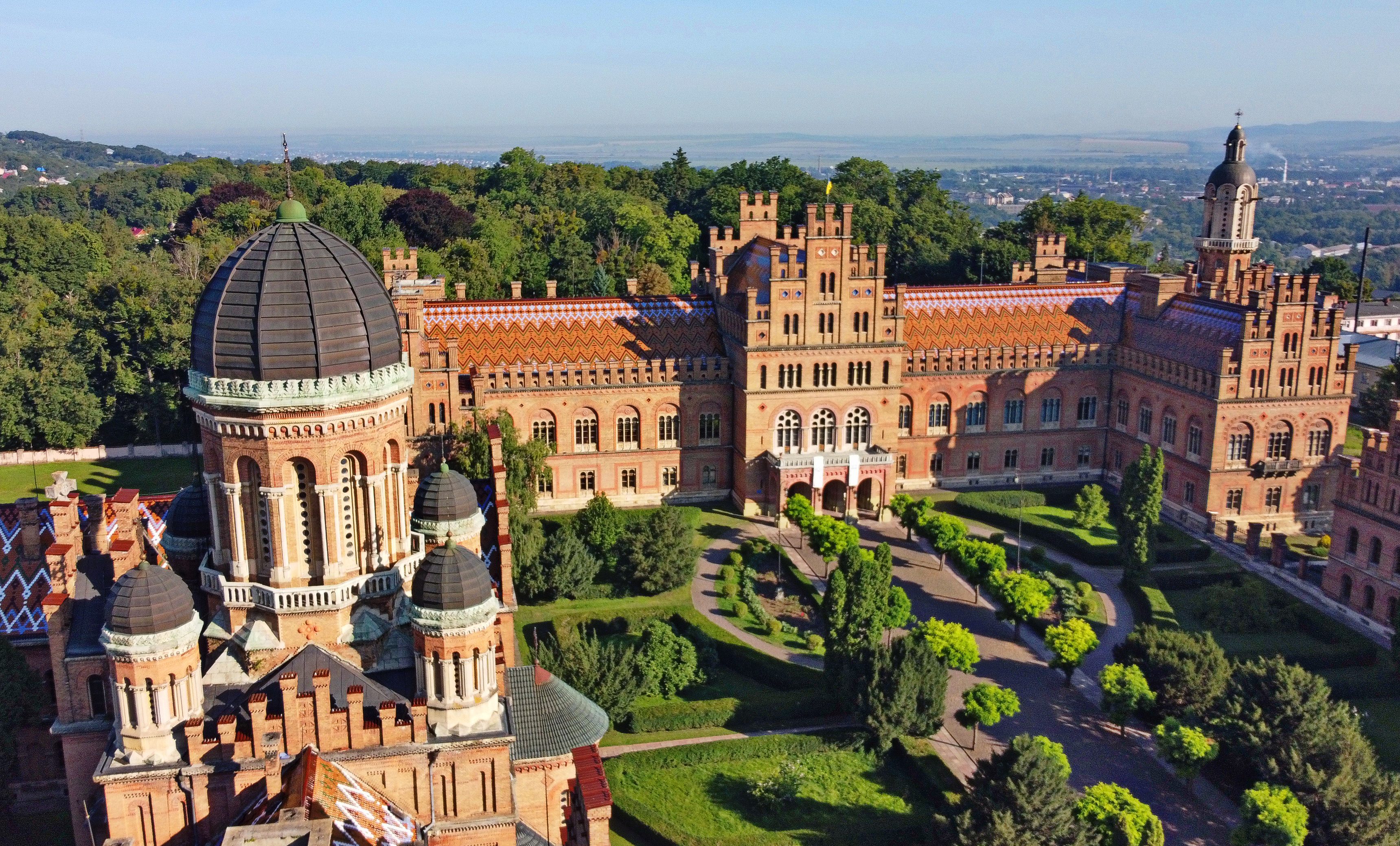
Franz-Josephs-Universität Czernowitz (Hauptgebäude)

Marianne Vincent (* 28. Dezember 1900 in Czernowitz; † 2. Dezember 1988 in Wien) war eine österreichische Schauspielerin und Schriftstellerin.

## Werdegang
Marianne Vincent war die Tochter des Bukowiner Lyrikers Moriz Paschkis (1850–1924). Sie verbrachte ihre Kindheit in Czernowitz. 1914 flüchtete die Familie aus der Bukowina nach Wien. Dort absolvierte Marianne Vincent das Schottengymnasium. 
1918, nach der Matura in Wien, erfolgte die Rückkehr in die Heimat. Anschließend studierte sie Romanistik und Germanistik an der Universität Czernowitz mit dem abschließenden Doktorat. Ihre Bühnenlaufbahn führte sie von Czernowitz nach Linz/Donau, Wien, Gablonz, Darmstadt, Würzburg und Düsseldorf.
Nach Rumänien zurückgekehrt, wurde sie Mitglied des Siebenbürger Landestheaters in Hermannstadt und 1940 des Theaters in Teschen. Bei Ende des II. Weltkriegs kehrte sie nach Wien zurück.
Ein Autounfall machte ihrer Bühnenlaufbahn ein Ende. Danach war sie als Schriftstellerin tätig, als Schulfunkautorin, Übersetzerin aus mehreren Sprachen, Rezitatorin aus fremden und eigenen Werken. 1973 veröffentlichte sie die Gedichtsammlung Aus meinem Tagebuch. Auch ist sie in zwei Anthologien ostdeutscher Autorinnen vertreten. Als Repräsentantin Österreichs wurde Marianne Vincent 1973 eingeladen, sich an einer Anthologie des Internationalen Frauenrates mit einem Gedicht zu beteiligen. Sie starb im Haus der Barmherzigkeit an der Wiener Vinzenzgasse.

## Publikationen
- Herr, es will Abend werden... Herausgeber: Landsmannschaft der Buchenlanddeutschen. München 1980. „Marianne Vincent zu ihrem 80sten Geburtstag in Dankbarkeit und Verehrung gewidmet.“
- Aus meinem Tagebuch: Gedichte. Herausgeber: Landsmannschaft der Buchenlanddeutschen. Stuttgart 1974.
- ... Lehre uns das Gottergebene Schweigen. Eine kleine Auswahl von Gedichten und Erinnerungen der Bukowinerin Marianne Vinzent zu ihrem 85−ten Geburtstag. Zusammengefasst von Irma Bornemann (Hrsg.) Bundeskulturreferentin der Landsmannschaft der Buchenlanddeutschen. Offsetdruck W. Schräpler, Stuttgart 1985.
- Nach Odessa fuhr ich übers Meer, Am Schwarzen Meer. In: Evelyn Scheer [Hrsg.]: Ukraine-Lesebuch: Literarische Streifzüge durch die Ukraine. Trescher-Reihe Reisen, Berlin 2006, ISBN 978-3-89794-097-0, S. 313.